# Threshold (группа)
Threshold (с англ. — «Порог») — английская рок-группа, играющая в стиле «прогрессивный метал». Основана в 1988 году в графстве Суррей (Англия). Threshold — одна из ведущих групп прогрессив-металла, которая существует уже более 30 лет и записала 10 студийных альбомов.

## История группы
Группа Threshold сформировалась в 80-х годах в городе Суррей, Англия. Они были известны своим своеобразным тяжёлым звучанием на стыке хеви-метала и прогрессивного рока. Дискография Threshold была открыта в 1993 году, когда группа подписала контракт на лейбле GEP Records. В том же году они выпустили свой дебютный альбом Wounded Land. В течение последующих шести лет они записали ещё три альбома: Psychedelicatessen, Extinct Instinct и Clone, и отправились в турне с такими известными в мире прогрессив-метала группами, как Dream Theater, Psychotic Waltz и Pain of Salvation.
После непродолжительного периода, когда основной вокал исполнял бас-гитарист Джон Джири, ведущим вокалистом Threshold стал Дэмиен Уилсон, с участием которого был записан дебютный альбом группы Wounded Land. На втором альбоме Psychedelicatessen ведущим вокалистом стал Глинн Морган, который кроме номерного альбома записал с группой концертный альбом Livedelica, а затем покинул группу, сформировав коллектив Mindfeed. На место ведущего вокалиста вновь возвращается Дэмиен Уилсон, с которым группа в 1997 году записывает альбом Extinct Instinct. Однако после записи Уилсон вновь покидает коллектив.
В 1998 году Threshold переходит под крыло Inside Out Music. Вместо ушедшего Уилсона приходит новый вокалист Эндрю Макдермотт из британской хэви-металической группы Sargant Fury, и в том же году дебютирует на новом студийном альбоме Clone В последующие 2001-м и 2002 годах Threshold записывают Hypothetical и Critical Mass, принесшие группе большую известность. В следующем году группа выступает с концертом Critical Energy, который в 2004 году выпускается на одноименном двойном концертном альбоме и DVD. В том же 2004 году Threshold записывает очередной студийный альбом Subsurface, который стал «абсолютным совершенством» по мнению музыкального издания Darkscene и пятнадцатикратным «альбомом месяца».
В 2007 году группа вновь меняет выпускающий лейбл и заключает контракт с Nuclear Blast Records. В этом же году выходит восьмой альбом Dead Reckoning, синглом с которого стала почти 10-минутная композиция «Pilot in the Sky of Dreams». После записи альбома в группе появляются разногласия между участниками, и Макдермотт покидает состав. В 2010 году Макдермотт принял участие в записи альбом немецкой пауэр-металлической группы Powerworld Human Parasite, а также вернулся в прог-металлическую группу Yargos, с которой в 2005 году записал альбом To Be or Not to Be.
После ухода из группы Макдермотта место вокалиста вновь занимает Уилсон.
3 августа 2011 года бывший вокалист группы Эндрю МакДермотт умер от почечной недостаточности, пролежав перед этим четыре дня в коме.
В октябре 2011 года музыканты собрались в студии Thin Ice Studios и начали работать над записью нового альбома, который вышел 24 августа 2012 года на лейбле Nuclear Blast под названием March of Progress. 19 сентября 2014 года вышел очередной студийный альбом For the Journey.
27 марта 2017 года на своем официальном сайте и на странице Facebook группа объявила, что рассталась с вокалистом Дэмианом Уилсоном, «решив начать новую главу без него». Уилсон, в свою очередь, сообщил, что уважает их решение. Место ведущего вокалиста занял бывший участник Threshold Глинн Морган, с которым группа записывала свой второй альбом Psychedelicatessen двадцатью тремя годами ранее.
В том же году группу покидает ритм-гитарист Пит Мортен. Вторым гитаристом становится вокалист Глинн Морган.
В сентябре 2017 года выходит следующий альбом – двойной концептуальный Legends of the Shires, а группа отправляется в концертный тур, по итогам которого осенью 2018 года выходит концертный альбом Two-Zero-One-Seven.

## Дискография

### Студийные альбомы
- Wounded Land (1993)
- Psychedelicatessen (1994)
- Extinct Instinct (1997)
- Clone (1998)
- Hypothetical (2001)
- Critical Mass (2002)
- Subsurface (2004)
- Dead Reckoning (2007)
- March of Progress (2012)
- For the Journey (2014)
- Legends of the Shires (2017, двойной)
- Dividing Lines (2022)

### Синглы
- «Pressure» (2006)
- «Pilot in the Sky of Dreams» (2007)
- «Paradox (The Singles Collection)» (2009) — бокс-сет из восьми дисков, включающий все синглы группы
- «Staring at the Sun» (2013)

### Компиляции
- Decadent (1999) – сборник ремиксов
- Wireless: Acoustic Sessions (2003) – альбом акустических версий, включающий две ранее неиздававшихся композиции
- Replica (2004) – сборник ранее неизданных, альтернативных и акустических версий
- Ravages of Time (2007) – сборник лучших композиций

### Концертные альбомы
- Livedelica (1995)
- Concert in Paris (2002)
- Critical Energy (2004, двойной)
- Surface to Stage (2006)
- European Journey (2015, двойной)
- Two-Zero-One-Seven (2018)

### DVD
- Critical Energy (2004)

## Состав

### Текущий состав
- Глинн Морган — вокал (1994—1995, с 2017) — гитара (с 2017)
- Карл Грум — гитара (с 1988)
- Ричард Уэст — клавишные (с 1993)
- Стив Андерсон — бас-гитара (с 2003)
- Джоаннес Джеймс — ударные (с 2001)

### Бывшие участники
- Тони Гринхем — ударные (1988—1994)
- Дэмиан Уилсон (1993, 1997, 2007—2017)
- Ник Харраденс — ударные (1994)
- Джей Миччике — ударные (1995—1996)
- Марк Хинни — ударные (1997—1998)
- Джон Джири — бас-гитара (1988—2003)
- Ник Мидсон — ритм-гитара (1988—2006)
- Пит Мортен — ритм-гитара (2007—2017)
- Эндрю Макдермотт — вокал (1998—2007, ум. 2011)

### Приглашённые музыканты
- Иэн Сэлмон — акустическая гитара на Wounded Land (1993)
- Дэн Сванё (Edge of Sanity) — бэк-вокал и гроулинг на Dead Reckoning (2007)